# フラクタル
フラクタル（仏: fractale, 英: fractal）は、フランスの数学者ブノワ・マンデルブロが導入した幾何学の概念である。ラテン語の fractus から。図形の部分と全体が自己相似（再帰）になっているものなどをいう。なお、マンデルブロが導入する以前から以下で述べるような性質を持つ形状などはよく考えられてきたものであり、また、そういった図形の一つである高木曲線は幾何ではなく解析学上の興味によるものである。

## 定義

コッホ雪片の作成

フラクタルの特徴は直感的には理解できるものの、数学的に厳密に定義するのは非常に難しい。マンデルブロはフラクタルを「ハウスドルフ次元が位相次元を厳密に上回るような集合」と定義した。完全に自己相似なフラクタルにおいては、ハウスドルフ次元はミンコフスキー次元と等しくなる。
フラクタルを定義する際の問題には次のようなものがある。
- 「不規則すぎること」に正確な意味が存在しない。
- 「次元」の定義が唯一でない。
- 物体が自己相似である方法がいくつも存在する。
- 全てのフラクタルが再帰的に定義されるとは限らない。

## 概要

シェルピンスキーのギャスケットの構造のアニメーション（無限のうち9回まで）

フラクタルの具体的な例としては、海岸線の形などが挙げられる。一般的な図形は複雑に入り組んだ形状をしていても、拡大するに従ってその細部は変化が少なくなり、滑らかな形状になっていく。これに対して海岸線は、どれだけ拡大しても同じように複雑に入り組んだ形状が現れる。
そして海岸線の長さを測ろうとする場合、より小さい物差しで測れば測るほど大きな物差しでは無視されていた微細な凹凸が測定されるようになり、その測定値は長くなっていく。したがって、このような図形の長さは無限大であると考えられる。これは、実際問題としては分子の大きさ程度よりも小さい物差しを用いることは不可能だが、理論的な極限としては測定値が無限大になるということである。つまり、無限の精度を要求されれば測り終えることはないということである（海岸線のパラドックス）。
この様な図形を評価するために導入されたのが、整数以外の値にもなるフラクタル次元である。フラクタル次元は数学的に定義された図形などでは厳密な値が算出できることもあるが、前述の海岸線などの場合はフラクタル次元自体が測定値になる。つまり、比較的滑らかな海岸線ではフラクタル次元は線の次元である1に近い値となり、リアス式海岸などの複雑な海岸線ではそれよりは大きな値となり、その値により図形の複雑さが分かる。なお、実際の海岸線のフラクタル次元は1.1 – 1.4程度である。
海岸線の形、山の形、枝分かれした樹木の形などの3次元空間内に存在するもののフラクタル次元は0以上3以下の値になるが、数学的には更に高次の次元を持つものも考えられる。この様な図形の殆どは分数の次元を持ったフラクタルな図形と呼ばれるが、実際には分数になるというよりは無理数になる。また、中には整数の次元を持つものもある。例えばマンデルブロ集合の周は、曲線でありながら2次元である。

## フラクタル研究の歴史
始まりは、イギリスの気象学者ルイス・フライ・リチャードソンの国境線に関する検討である。国境を接するスペインとポルトガルは、国境線の長さとしてそれぞれ 987 km と 1214 km と別の値を主張していた。リチャードソンは、国境線の長さは用いる地図の縮尺によって変化し、縮尺と国境線の長さがそれぞれ対数を取ると直線状に相関することを発見した。このような特徴をフラクタルと名付けて一般化したのがマンデルブロである。
また、次節で挙げられている例のうち、高木曲線などいくつかは、概念がまとめられてフラクタルという名がつくより以前に示されたものである。
フラクタルの研究者高安秀樹によると、マンデルブロは株価チャートを見ていてフラクタルの着想を得たという。

## フラクタルの例

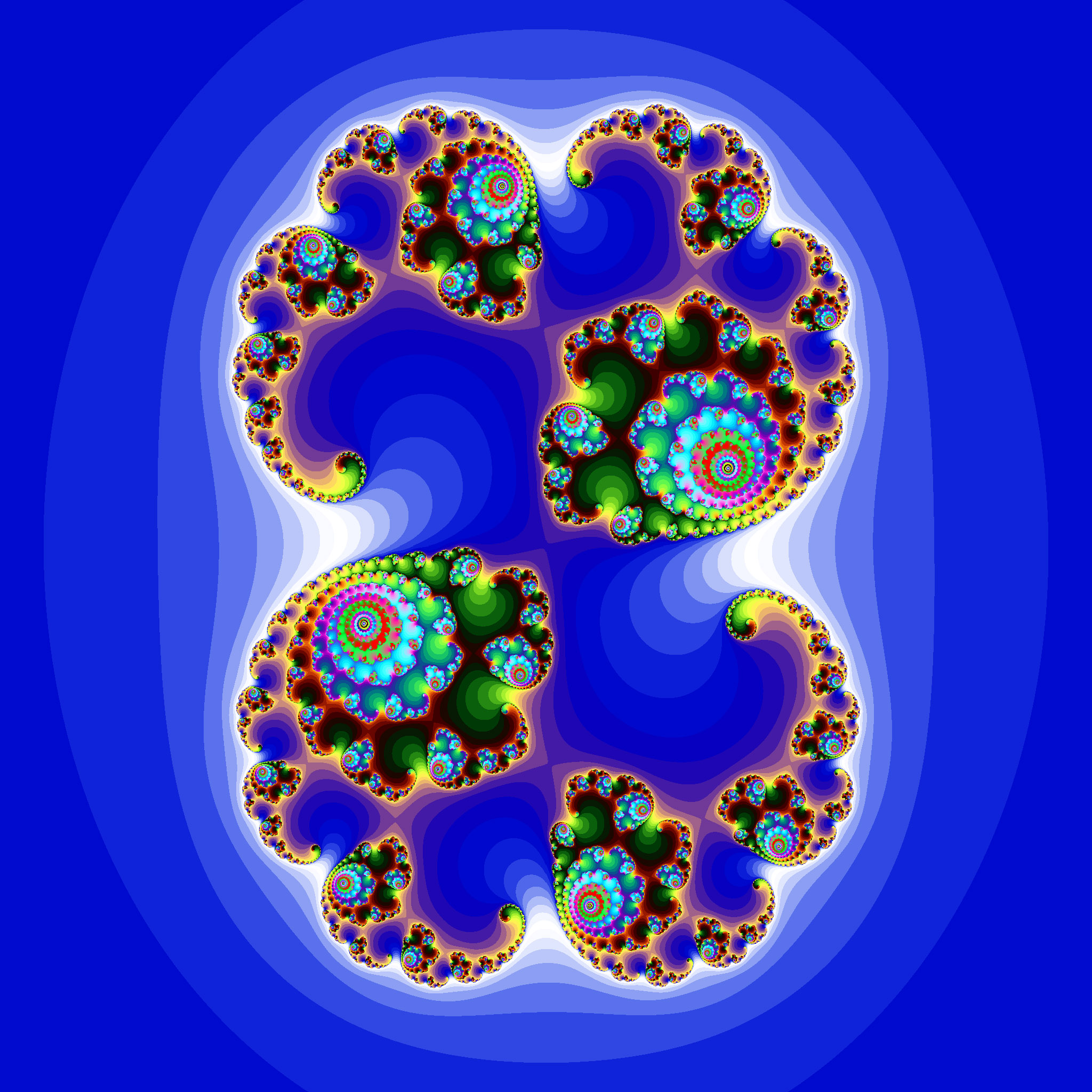
ジュリア集合

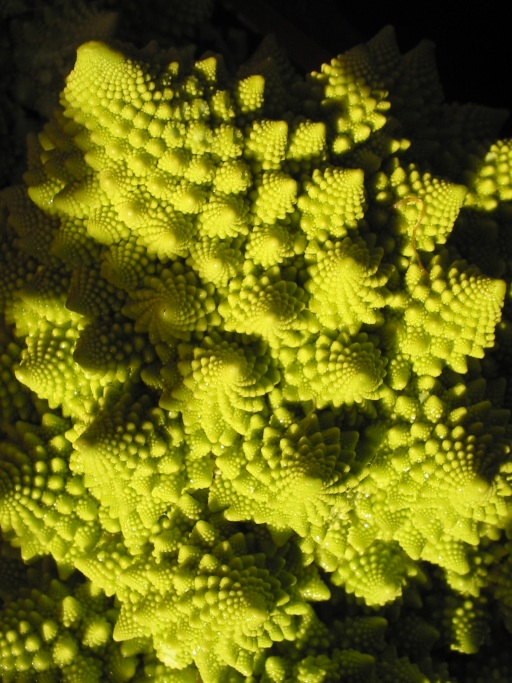
ロマネスコ・ブロッコリーのフラクタル形状

近似的なフラクタルな図形は、自然界のあらゆる場面で出現されるとされ、自然科学の新たなアプローチ手法となった。逆に、コンピュータグラフィックスにおける地形や植生などの自然物形状の自動生成のアルゴリズムとして用いられることも多い。
また、自然界で多くみられる一見不規則な変動（カオス）をグラフにプロットするとそのグラフはフラクタルな性質を示すことが知られ、カオスアトラクターと呼ばれる。
その他、自然界の現象においては、結晶成長パターンもフラクタルの性質を示すものとして知られている。
株価の動向など社会的な現象もフラクタルな性質を持っている。
当然、厳密には無限大（∞）を含むため自然界でフラクタルは成立しえず、近似である。
- カントール集合
- シェルピンスキーのギャスケット
- コッホ曲線
- ペアノ曲線
- 高木曲線
- ヒルベルト曲線
- マンデルブロ集合
- ジュリア集合
- メンガーのスポンジ
- ロマネスコ・ブロッコリー - 明確なフラクタル図形をした野菜。
- バーニングシップ・フラクタル
- リアプノフ・フラクタル
- バーンズリーのシダ

## 生物とフラクタル
血管の分岐構造や腸の内壁などはフラクタル構造であるが、それにはいくつかの理由があると考えられている。
例えば血管の配置を考えたとき、生物において体積は有限であり貴重なリソースであると言えるので、血管が占有する体積は可能な限り小さいことが望ましい。一方、ガス交換等に使える血管表面積は可能な限り大きく取れる方が良い。この場合、有限の体積の中に無限の表面積を包含できるフラクタル構造は非常に合理的かつ効率的である。さらに、このような構造を生成するために必要な設計情報も、比較的単純な手続きの再帰的な適用で済まされるので、遺伝情報に占める割合もごく少量で済むものと考えられる。